# Крусибл театар
Крусибл театар (енгл. Crucible Theatre) се налази у енглеском граду Шефилду. Ово позориште користи се за позоришне представе и за одигравање светског првенства у снукеру, главног турнира у снукеру.
Зграду је пројектовала Тања Мојсевич 1971. године. Саграђена је на месту хотела Аделфа, који је био историјско место „Јоркширског крикет клуба“. Позориште је капацитета 980 гледалаца. 
У периоду 2007-2009, позориште је било реконструисано. Током реконструкције, Крусибл је добио нову сцену, додатне помоћне просторије и редизајнирани бар. Цена радова је била 15,3 милиона фунти стерлинга.
Од 1977. године у овом здању се игра Светско првенство у снукеру.